# Museo di una strada
Il Museo di una strada (in ucraino Музей однієї вулиці?, Muzej odnijeï vulyci; in russo Музей одной улицы?, Muzej odnoj ulicy) è un museo sulla Discesa di Sant'Andrea a Kiev, in Ucraina.

## Storia

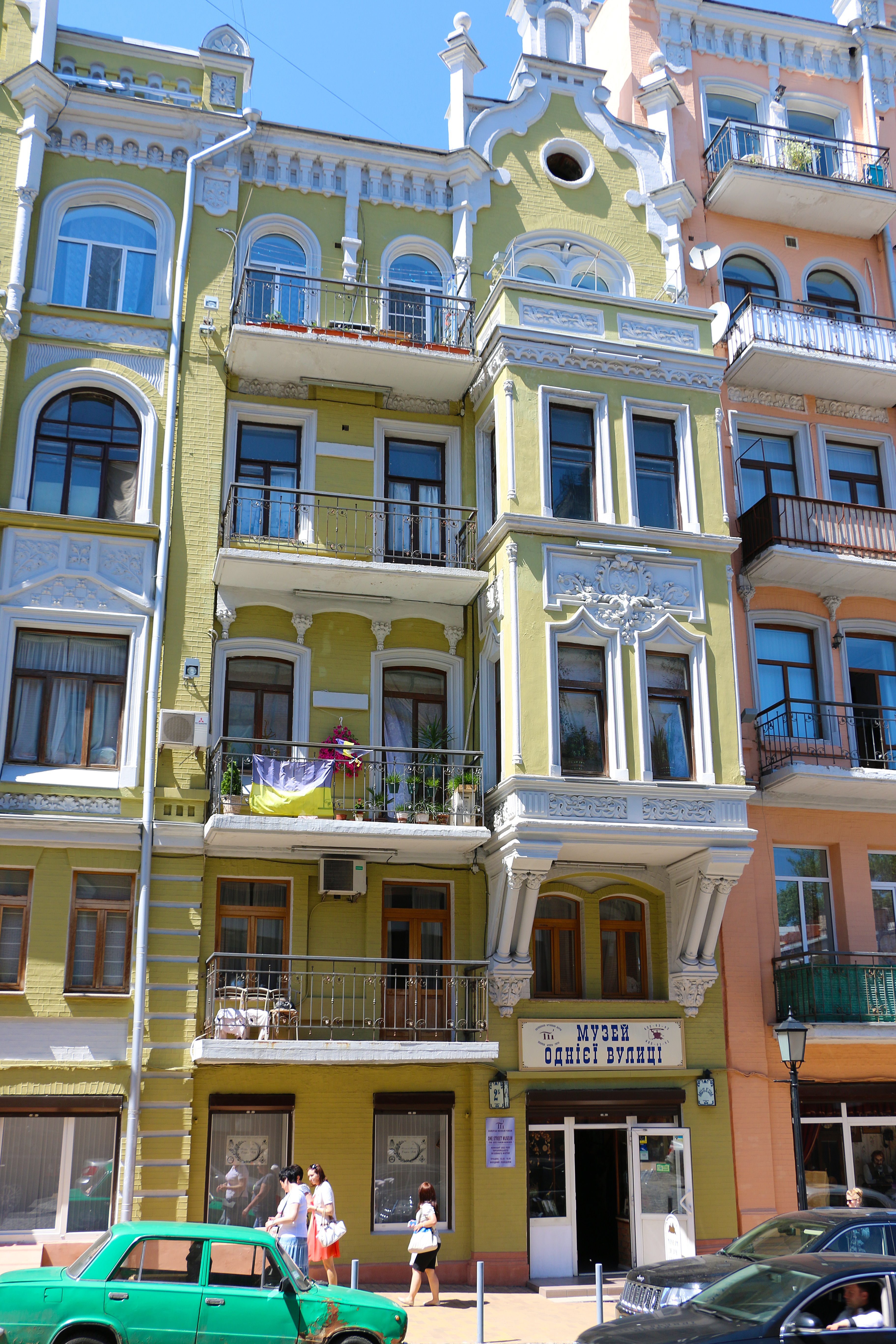
Palazzo nel quale ha sede il museo

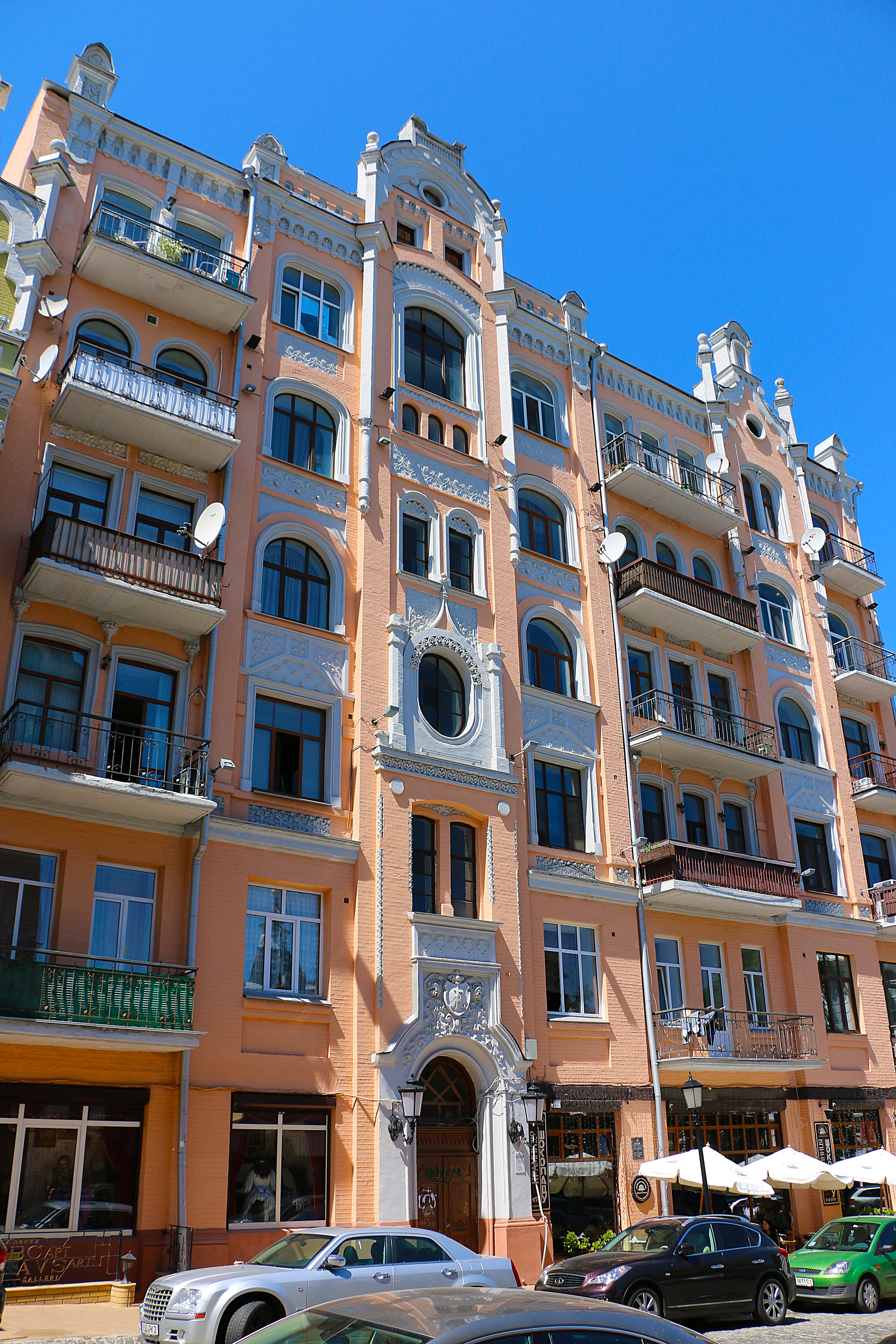
Palazzo al numero 2b

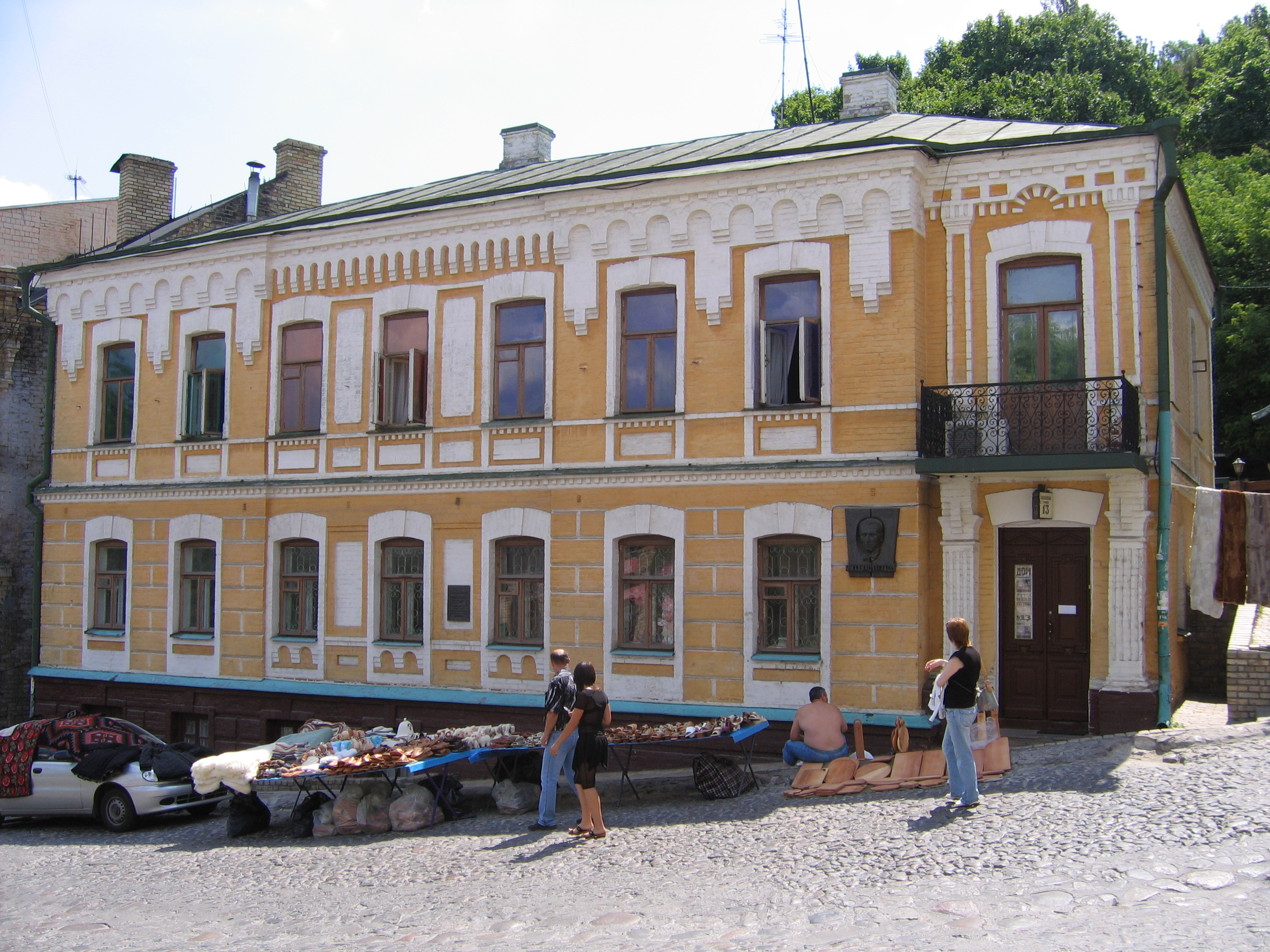
Museo Michail Bulgakov

Il museo è stato fondato nel 1991 da Dmytro Shlyonsky col gruppo Maister e in origine era stata aperto al numero civico 22-B.
Otto anni più tardi è stato spostato al numero 2-B.

## Descrizione
Il museo è dedicato alla Discesa di Sant'Andrea e conserva più di 7000 reperti comprese informazioni sulla chiesa di Sant'Andrea, sul castello di Riccardo Cuor di Leone, sul museo Michail Bulgakov e sugli altri edifici della storica via cittadina.

### Spazi espositivi
Vi sono due sale dedicate all'esposizione permanente con centinaia di oggetti d'antiquariato come libri, dipinti, mobili e vestiti, fotografie e documenti che raccontano eventi storici legati alla Discesa di Sant'Andrea e ai suoi residenti famosi.
Tra questi il pittore Hryhorij Djadtschenko, lo scultore e regista Ivan Petrovič Kavaleridze, gli scrittori Michail Afanas'evič Bulgakov e Hryhir Tiutiunnyk oltre a molti altri.
Una sala del museo viene utilizzata per mostre temporanee di carattere storico e artistico.